# 恰亞奇耶湖
64°36′N 39°48′E / 64.600°N 39.800°E
恰亞奇耶湖（俄语：Чаячье），是俄羅斯的湖泊，位於該國西北部，由阿爾漢格爾斯克州負責管轄，長0.285公里、寬0.105公里，面積0.021平方公里，湖岸線長度0.669公里，最大水深105米。